# Azetidin
Azetidin je heterocyklická sloučenina skládající se z nasyceného čtyřčlenného cyklu tvořeného třemi atomy uhlíku a jedním atomem dusíku.
Za pokojové teploty to je kapalina se silným amoniakovým zápachem. Azetidin je silnější zásada než většina sekundárních aminů. Deriváty azetidinu se v přírodě nevyskytují často a jsou méně prozkoumány než podobné látky jako například pyrrolidin a β-laktamy.

## Výskyt
Azetidin a jeho deriváty jsou v přírodě poměrně vzácným strukturním motivem. Jsou to hlavní součásti molekul kyseliny muginové a penaresidinů. Pravděpodobně nejrozšířenějším derivátem azetidinu je azetidin-2-karboxylová kyselina, neproteinogenní homolog prolinu.